# نوبة بن شنظور

تعديل مصدري - تعديل

نوبة بن شنظور هي إحدى قرى عزلة القارة بمديرية رصد التابعة لمحافظة أبين، بلغ تعداد سكانها 25 نسمة حسب تعداد اليمن لعام 2004.